# Cortinarius bivelus
Cortinarius bivelus (Elias Magnus Fries 1818, ex Elias Magnus Fries 1838) a încrengăturii Basidiomycota, din familia Cortinariaceae și de genul Cortinarius, este o ciupercă necomestibilă destul de rară, dar acolo unde apare frecventă, care coabitează, fiind un simbiont micoriza (formează micorize pe rădăcinile arborilor). Un nume popular nu este cunoscut. În România, Basarabia și Bucovina de Nord trăiește de la câmpie la munte sociabil în grupuri, adesea în tufe, pe soluri acre, nisipoase, sărace în nutrienți, în păduri de foioase și mixte cu mușchi și iarbă, prin parcuri, preponderent sub mesteceni. Timpul apariției este din (august) septembrie până în noiembrie.

## Taxonomie

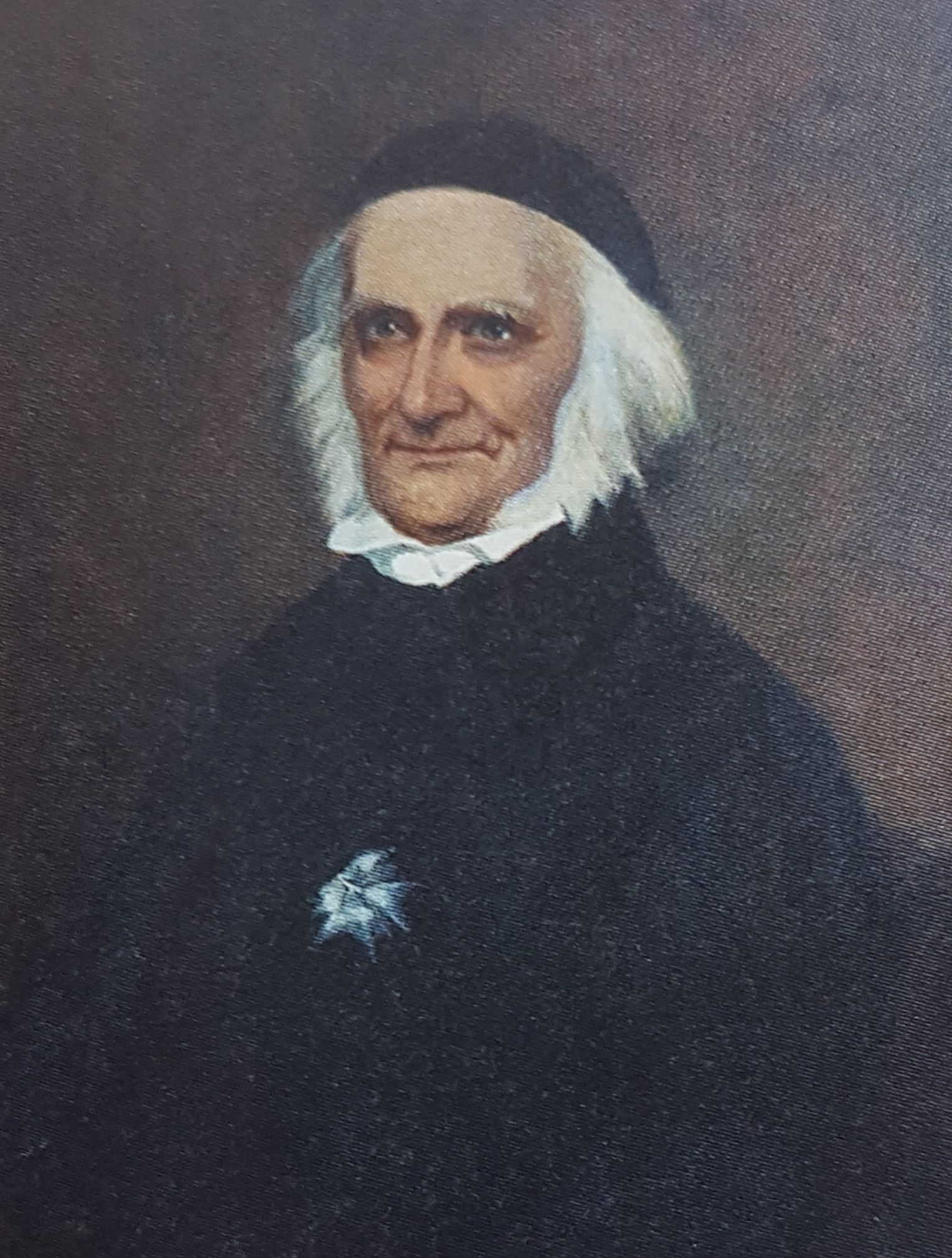
Elias Fries

Numele binomial Agaricus bivelus a fost determinat de renumitul micolog suedez Elias Magnus Fries în volumul 2 al operei sale Observationes mycologicae din 1818.
Apoi, în 1838, Fries însuși a transferat soiul la genul Cortinarius sub păstrarea epitetului, de verificat în cartea sa Epicrisis systematis mycologici, seu synopsis hymenomycetum din 1838, fiind și numele curent valabil (2023).
Toate celelalte încercări de redenumire și variații descrise (vezi infocaseta) sunt acceptate sinonim. 
Epitetul este derivat din prefixul latin (latină bi=dublu, îndoit, și cuvântul latin (latină velare=a acoperi, a înfășura, a învălui, a înveli, referindu-se la voalului alb din belșug, care căptușește destul de permanent marginea capacului în corpurile fructifere tinere și, de asemenea, pentru că lasă în urmă o zonă inelară mai mult sau mai puțin distinctă, adesea dublă pe tulpină.

## Descriere

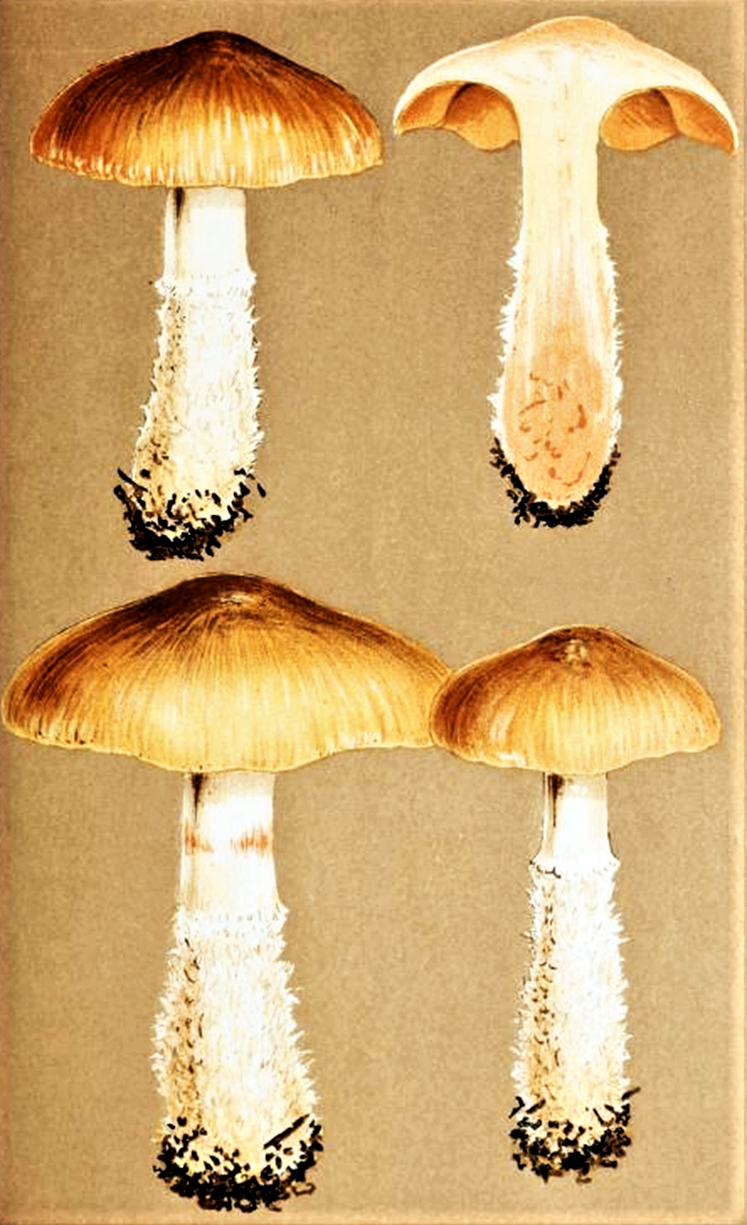
Cooke: Cortinarius bivelus

- Pălăria: fermă, cărnoasă și higrofană cu un diametru de 4-8 (9) cm are inițial forma de clopot spre convexă, devenind în final plat-convexă, dar niciodată aplatizată în întregime. Prezintă atunci adesea o cocoașă turtită. Marginea subțire, tăioasă, rulată pentru mult timp poartă mai ales la început resturi albicioase ale vălului universal. Cuticula separabilă, groasă și tenace este lucioasă până lipicioasă, higrofană, netedă, dar cu fibrile radiale încarnate precum mătăsoasă spre periferie. Coloritul în tinerețe aproape albicios poate fi apoi cărămiziu, brun-portocaliu sau căprui, fibrele fiind ceva mai închise. Datorită higrofanității, devine bej până gri-bej la ariditate.
- Lamelele: sunt subțiri, destul de strânse, parțial ondulate, cu lameluțe intercalate, bifurcate, de lungime diferită și atașate slab bombat la picior, fiind învăluite la început de o cortină albă, formată din fibre foarte fine ca păienjeniș, resturi ale vălului parțial. Coloritul inițial ocru, repede bej-roșiatic, se decolorează cu timpul, devenind în sfârșit brun de scorțișoară. Muchiile ascuțite și crestate sunt inițial albicioase, mai târziu de aceiași culoare.
- Piciorul: ferm, cărnos, fibros, la bătrânețe spongios și plin pe dinăuntru cu o lungime de 4-8 cm și o grosime de 1-1,5 (1,8) cm este clavat și foarte bulbos spre bază (până la 3 cm). Suprafața uscată, gri-brună, acoperită pentru mult timp de un voal alb, este direct sub pălărie albicioasă. În tinerețe poartă de obicei un inel membranos, trecător, astfel că mai târziu rămâne doar o zonă inelară insinuată.
- Carnea: groasă, fermă, la bătrânețe spongioasă, de colorit gri-albicios în pălărie și brun-roșiatic în picior, nu se decolorează după tăiere. Mirosul este inițial imperceptibil, mai târziu cu nuanțe de camfor, gustul fiind blând.[3][4]
- Caracteristici microscopice: are spori moderat până la puternic dextrinoizi, ovoidali până elipsoidali, apiculați, dens punctat cu negi mici uneori confluenți și aliniați, de un galben-maroniu deschis cu hidroxid de potasiu de 2%, măsurând 7,5-9,5 x 5-5,5(6) microni. Pulberea lor este brun-ruginie. Basidiile clavate cu cleme bazale și 4 sterigme fiecare au o dimensiune de 30-40 x 8-10 microni. Pileocistidele (elemente sterile de pe suprafața pălăriei) sunt formate din hife cilindrice, septate, înguste la joncțiuni filamentoase, negelificate, de până la 20 µm grosime, infibulate cu un pigment galben. Trama lamelară este formată din hife cu unele incrustații cu pete.[9][10]
- Reacții chimice: carnea se decolorează cu hidroxid de potasiu brun-negricios și cuticula brun-roșiatic închis, iar sub aburi de amoniac ciuperca devine imediat neagră.[10][11]

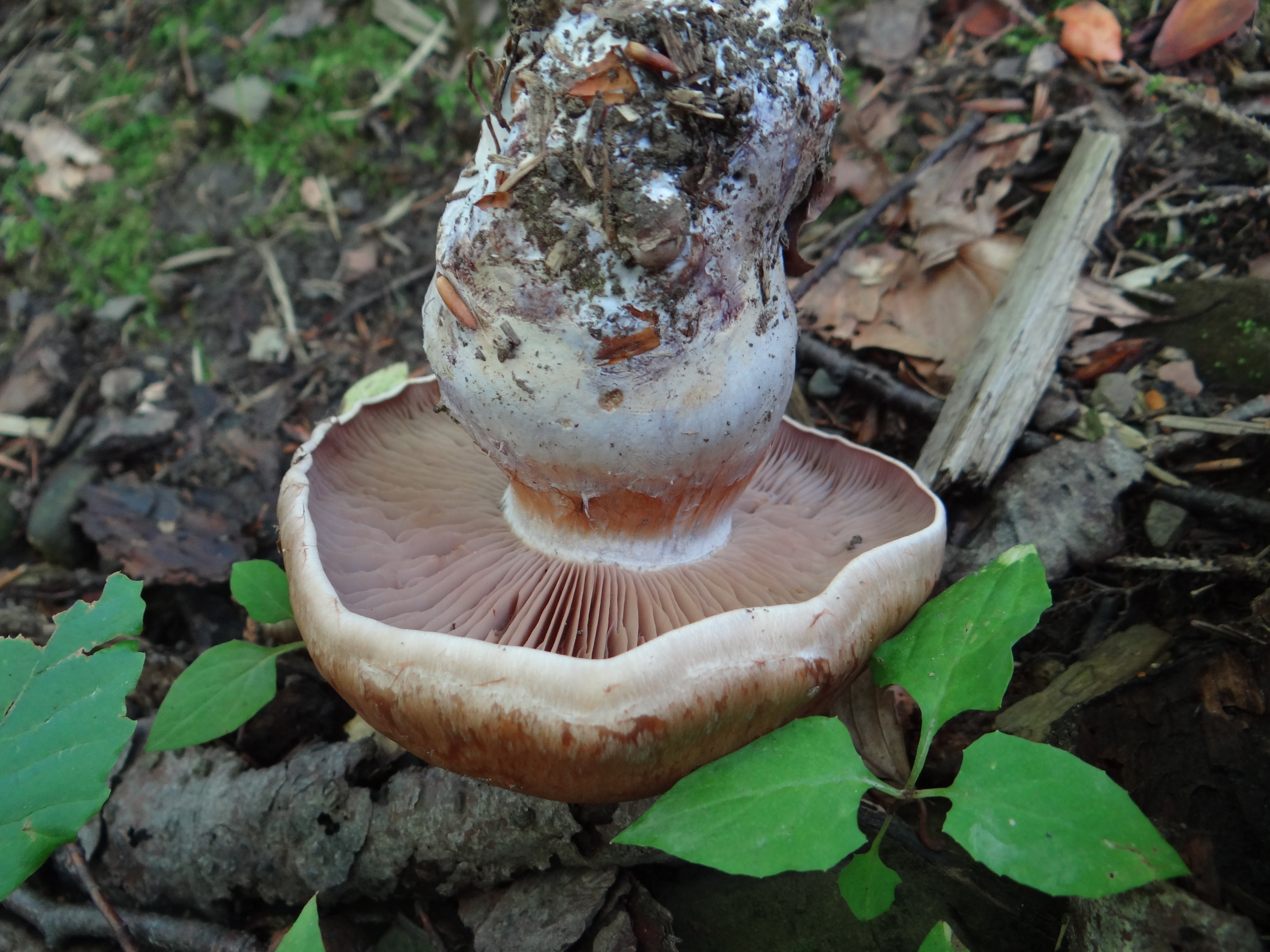
C. bivelus mai tânăr, lamele și picior
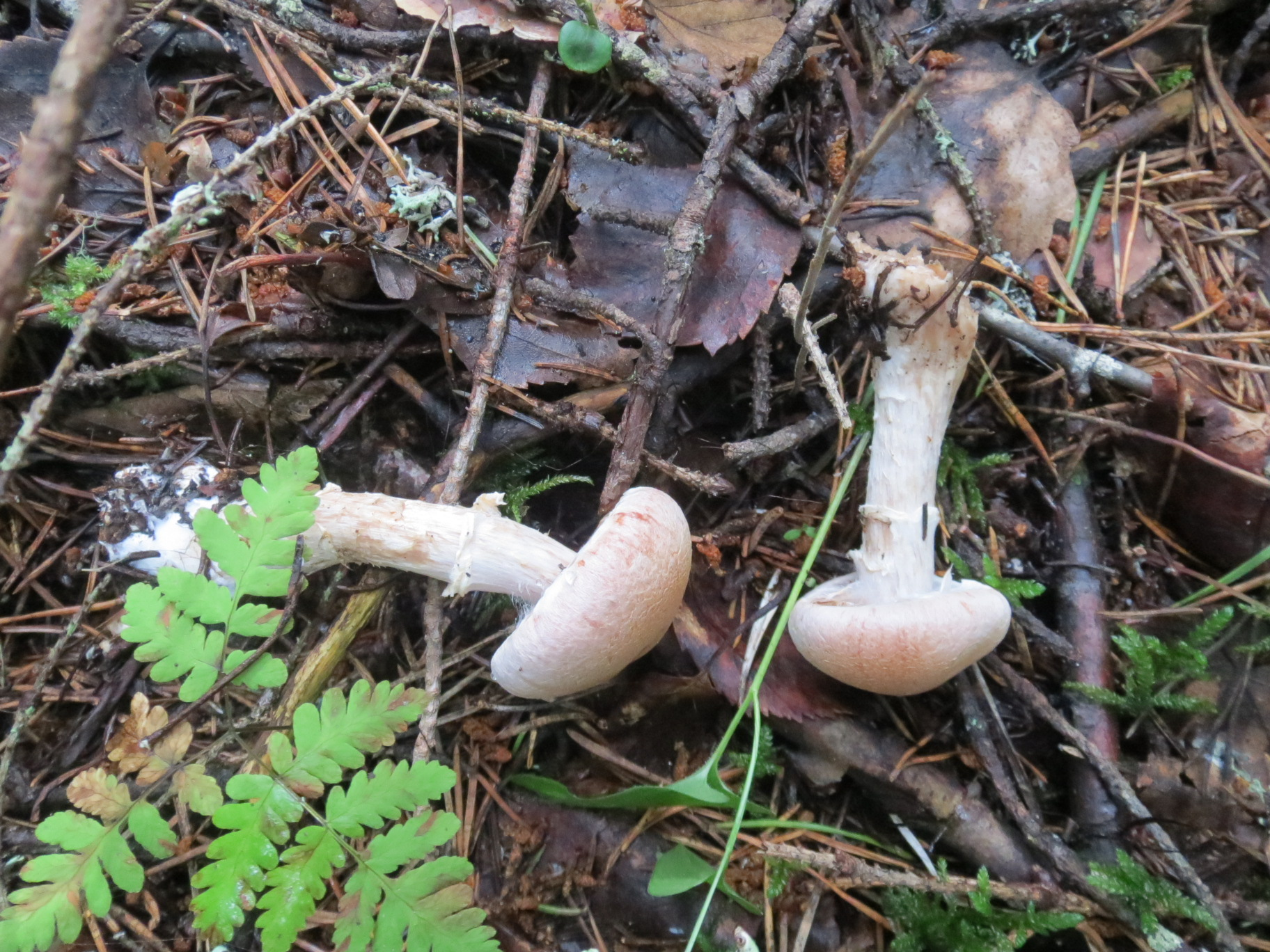
C. bivelus tineri
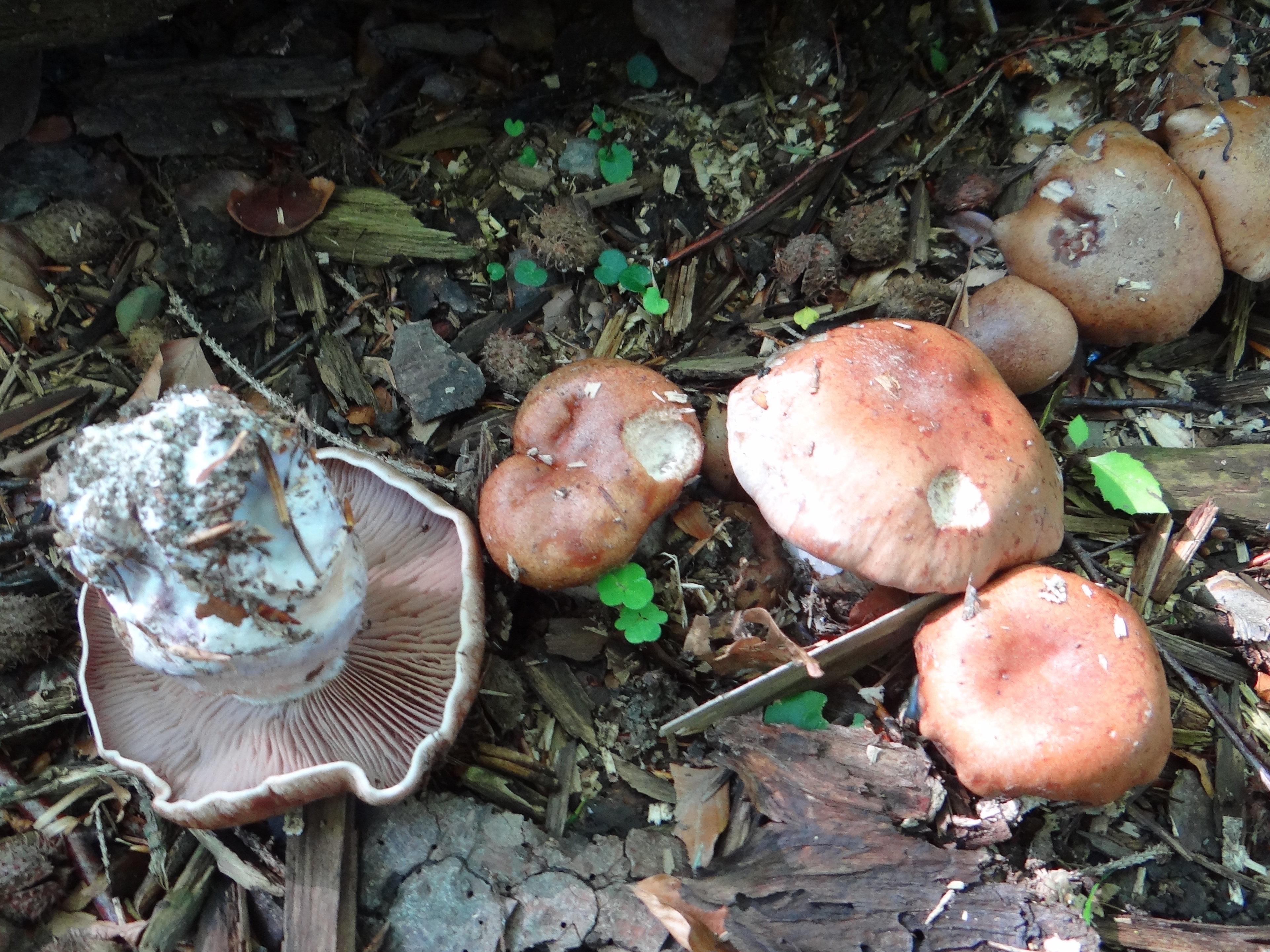
C. bivelus în diverse stadii de evoluție
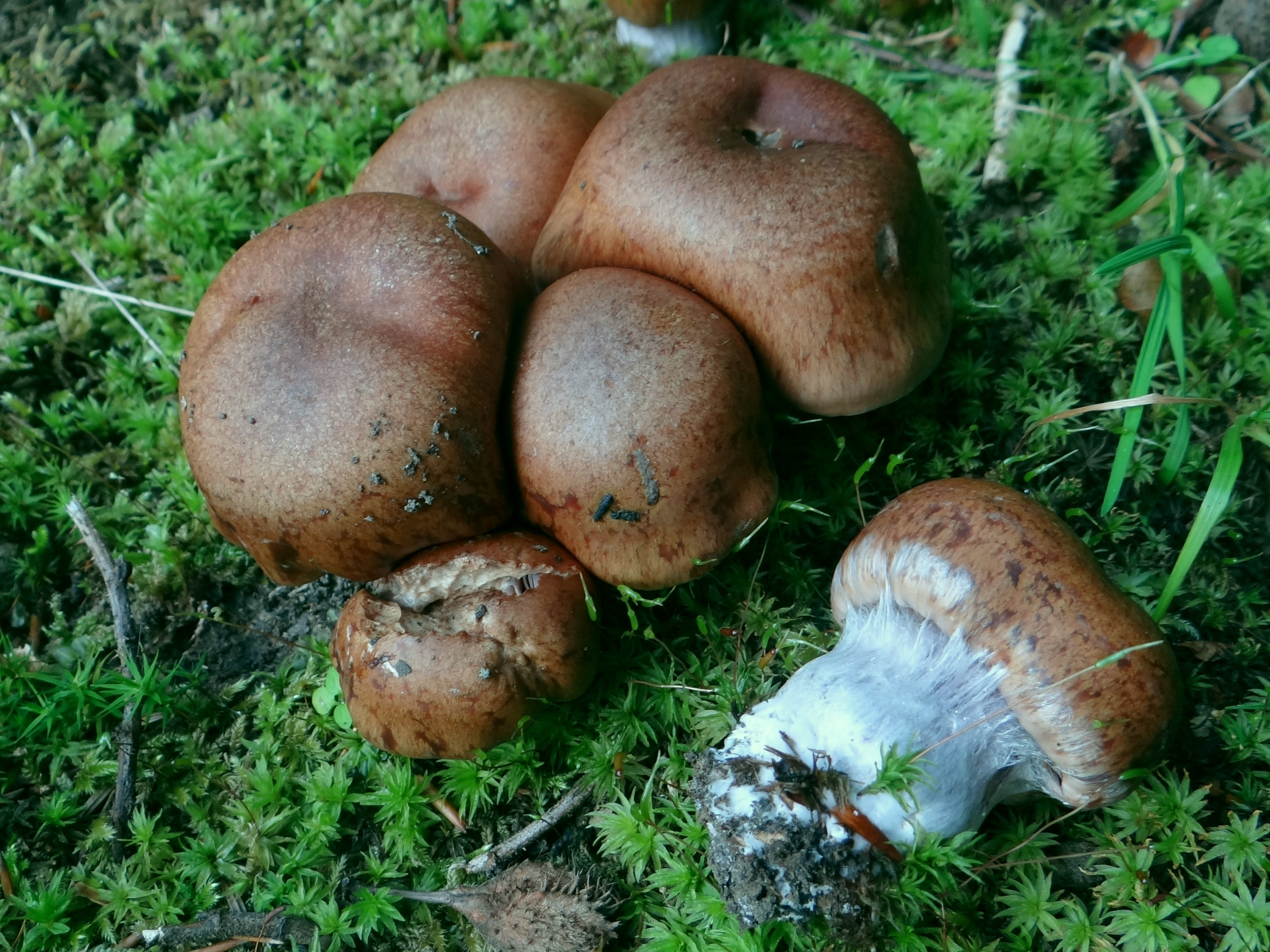
C. bivelus de culoare mai închisă

## Confuzii
Specia poate fi confundată de exemplu cu: Cortinarius armillatus (comestibil), Cortinarius bovinus (necomestibil), Cortinarius cotoneus (otrăvitor), Cortinarius illuminus (necomestibil), Cortinarius laniger  Cortinarius limonius (posibil letal), Cortinarius melanotus (necomestibil), Cortinarius multiformis (comestibil), Cortinarius subferrugineus (necomestibil), Cortinarius triformis (necomestibil) sau Cortinarius torvus (necomestibil).

## Specii asemănătoare în imagini

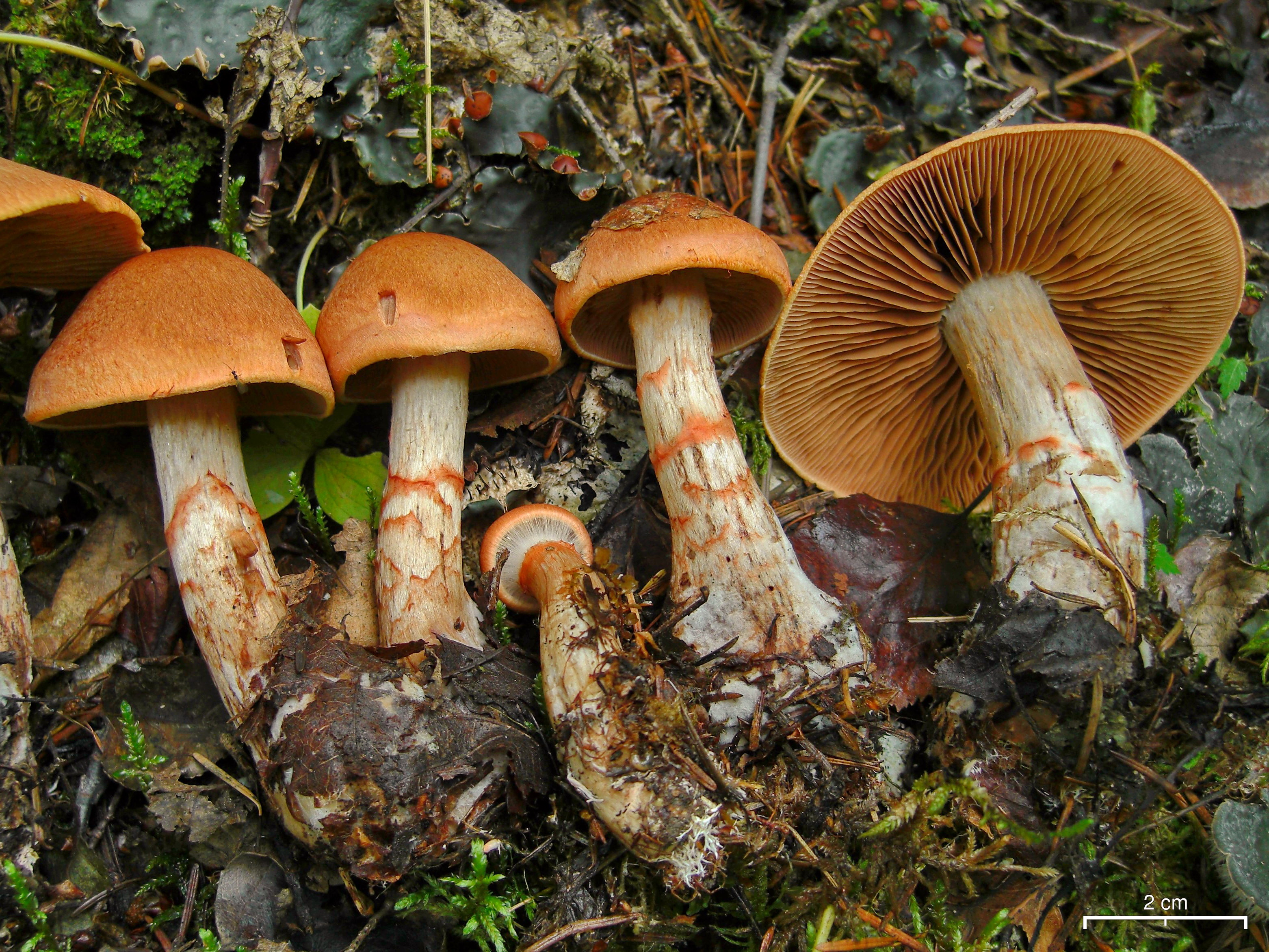
Cortinarius armillatus
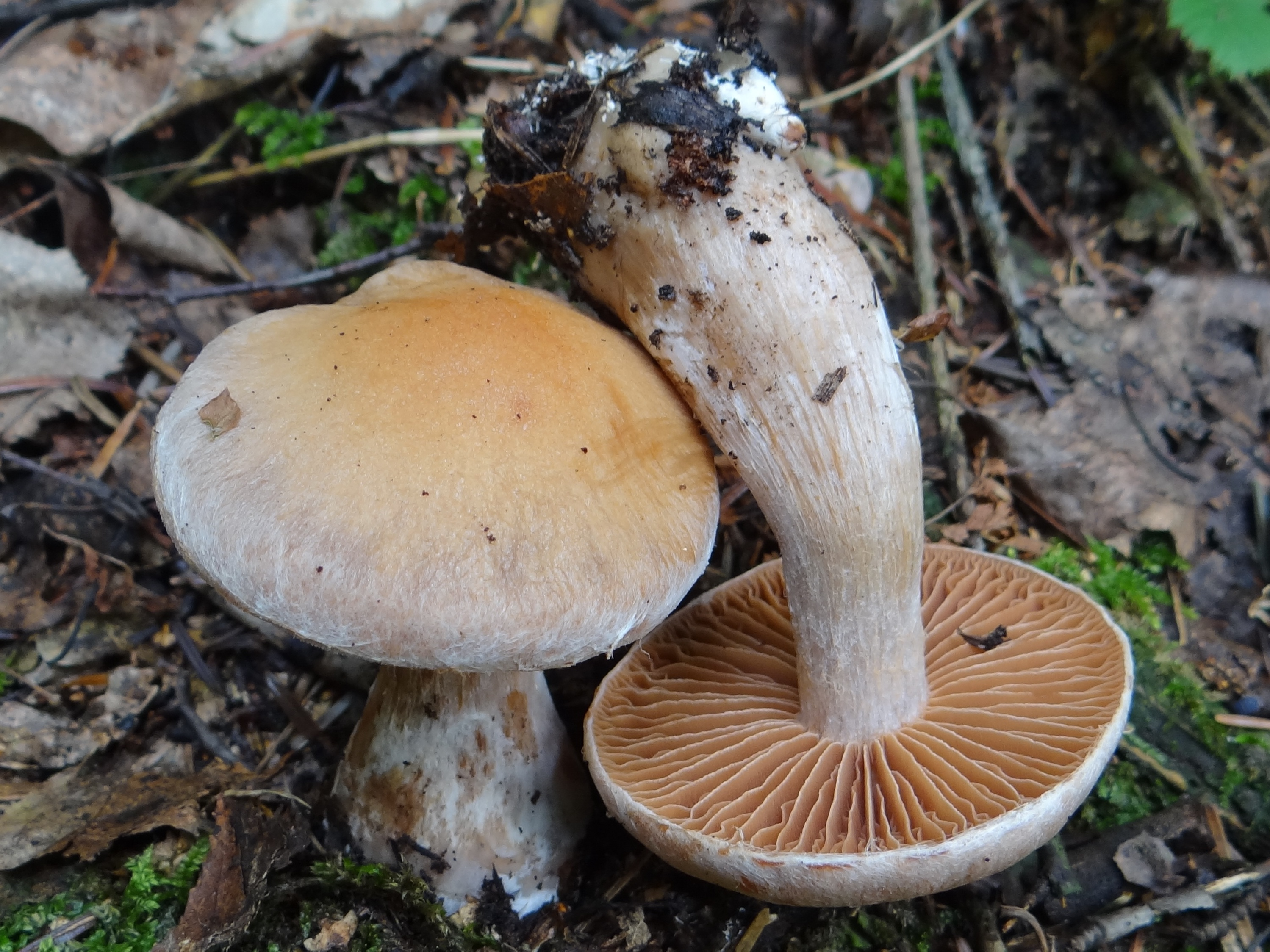
!Cortinarius bovinus!
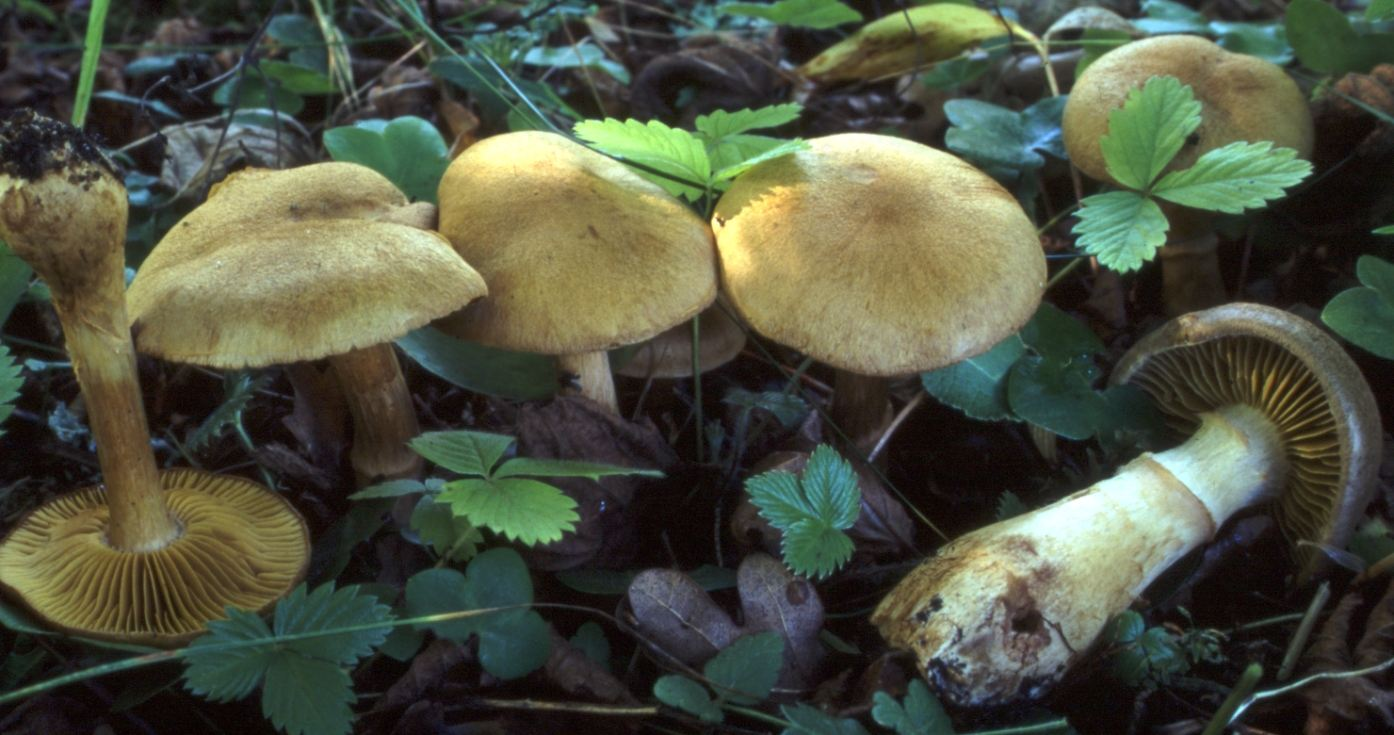
!!Cortinarius cotoneus!!
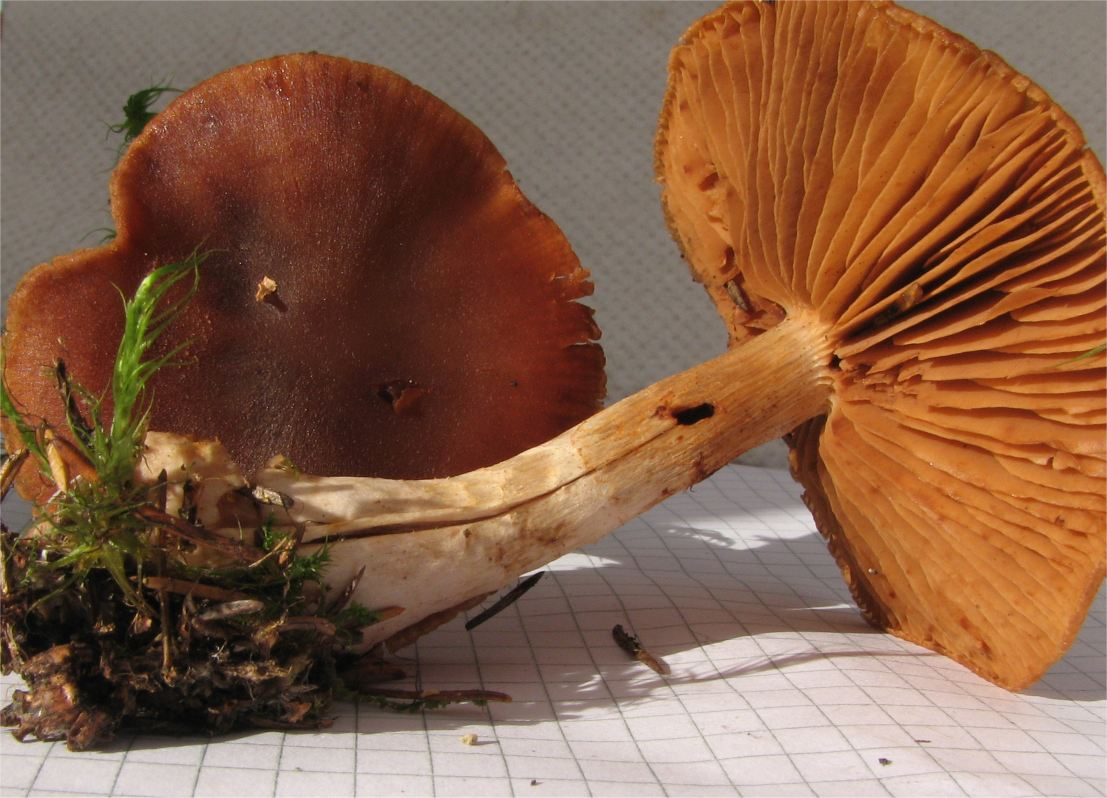
!Cortinarius illuminus!
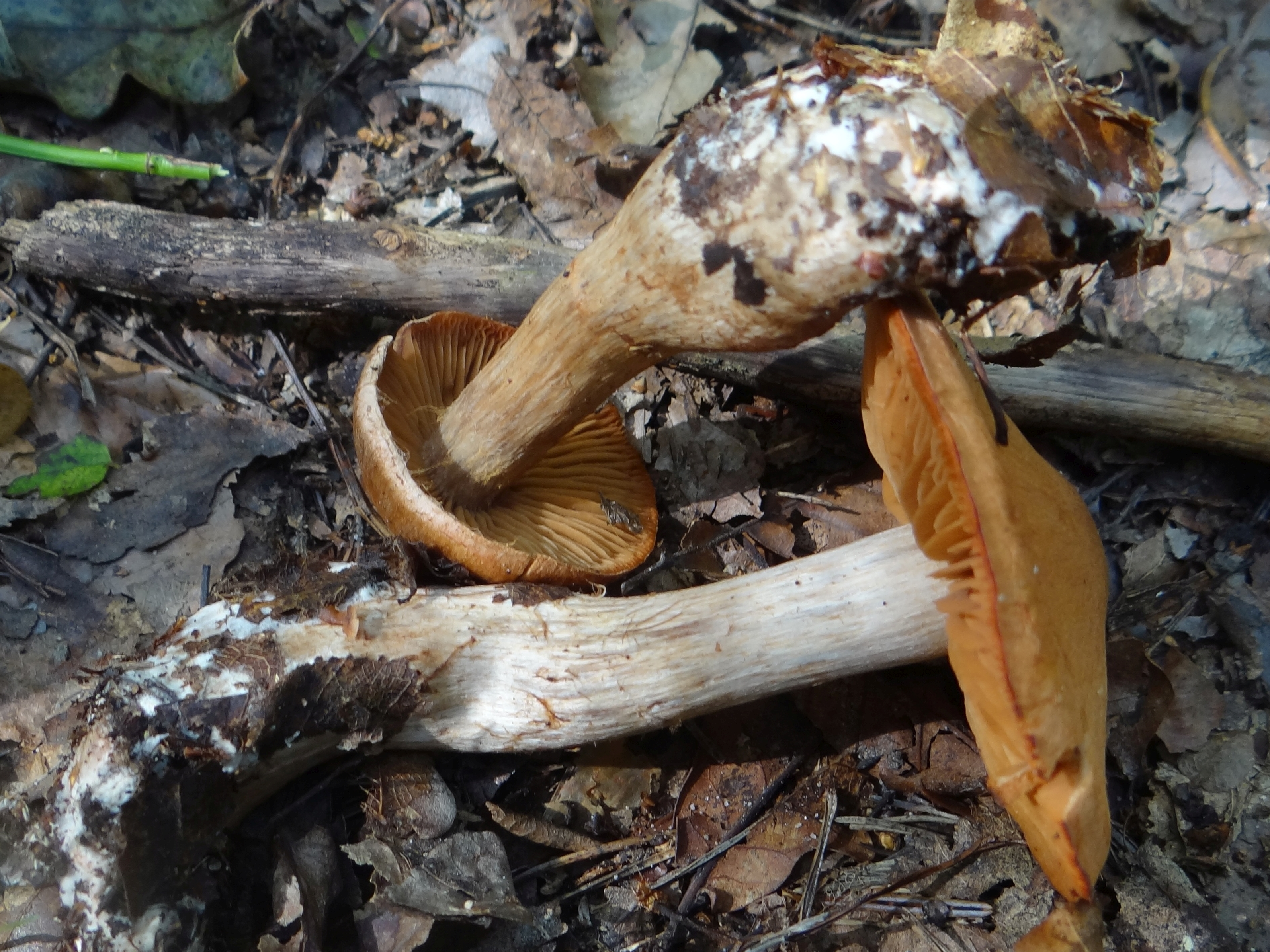
!Cortinarius laniger!
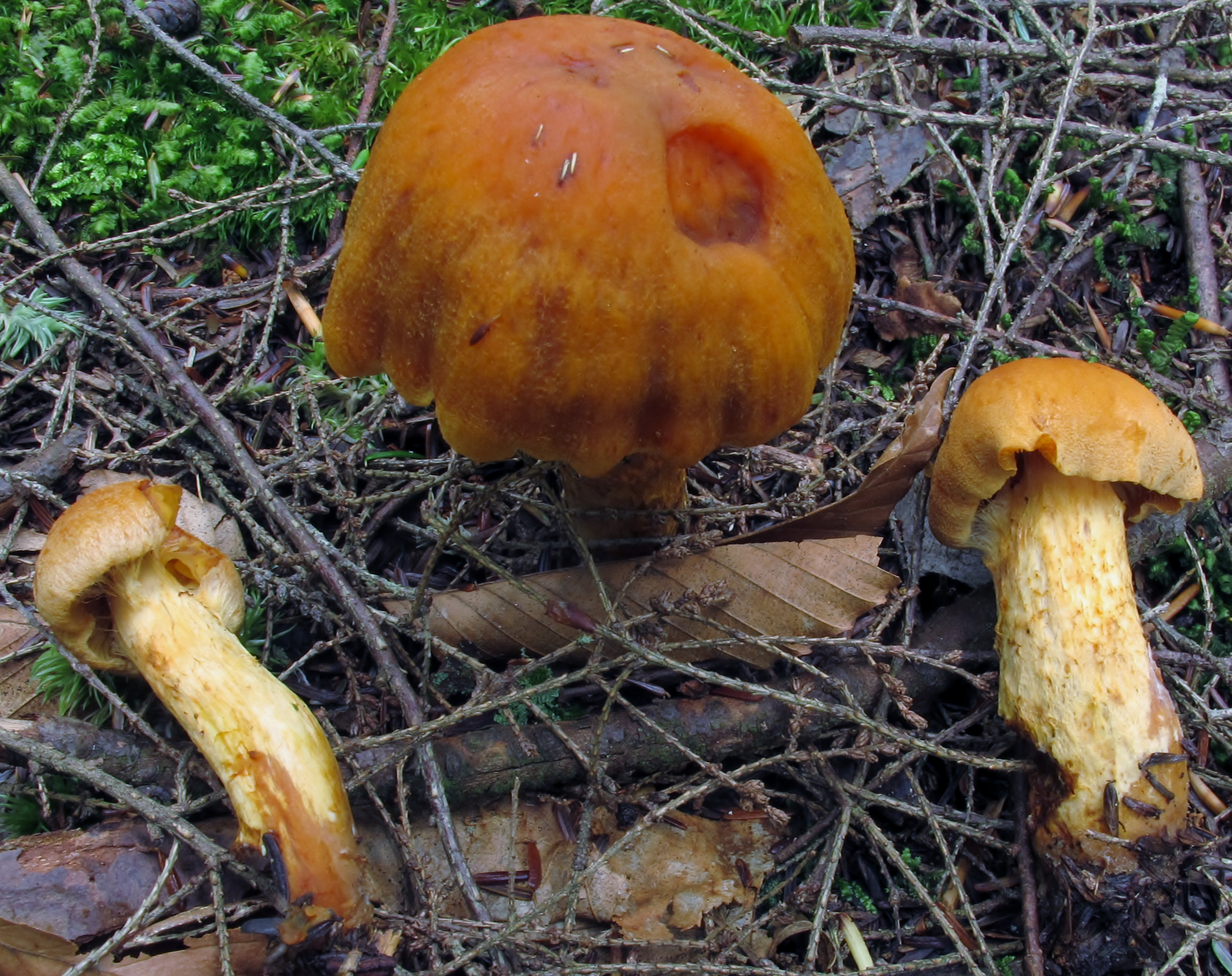
!!! Cortinarius limonius!!!

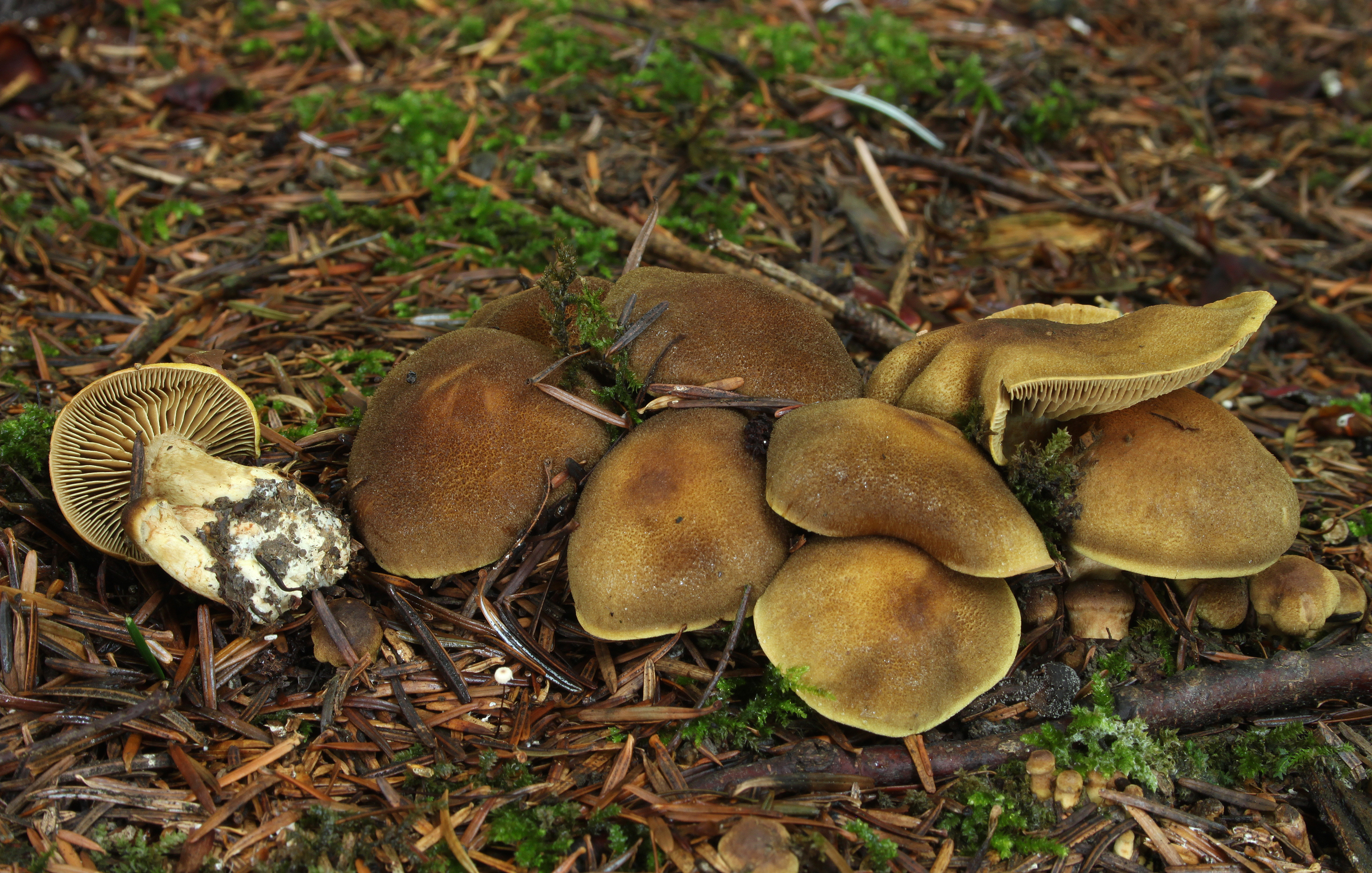
!Cortinarius melanotus!
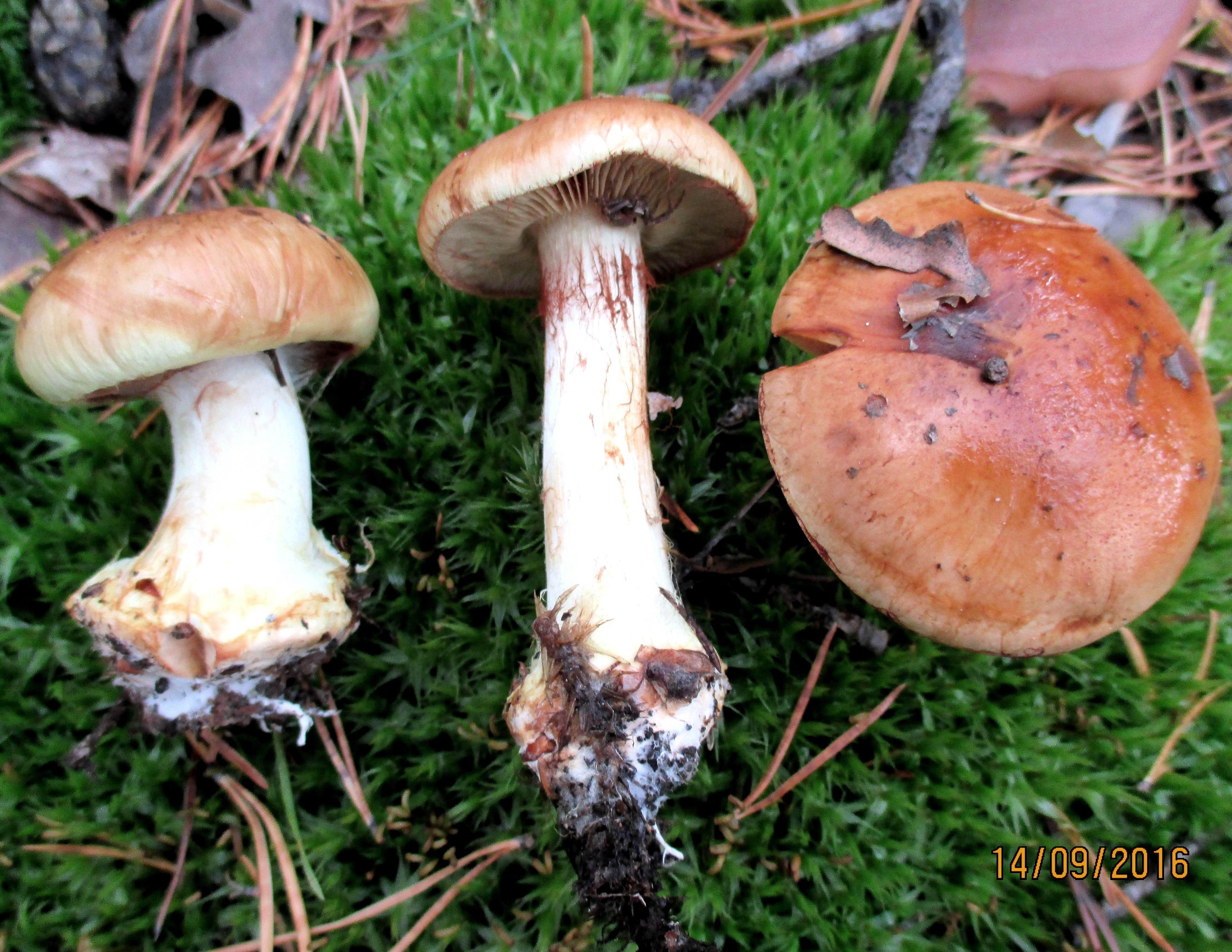
Cortinarius multiformis
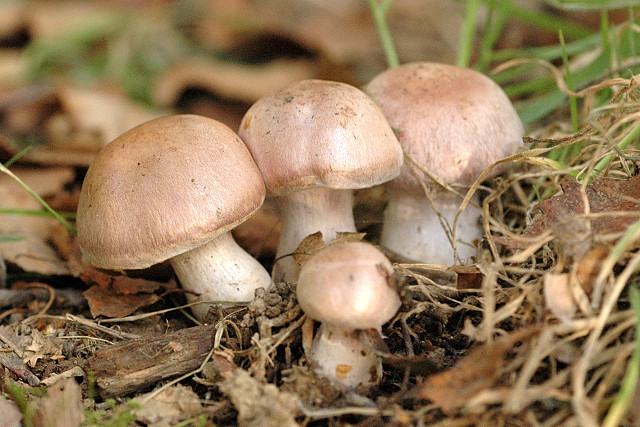
!Cortinarius subferrugineus!
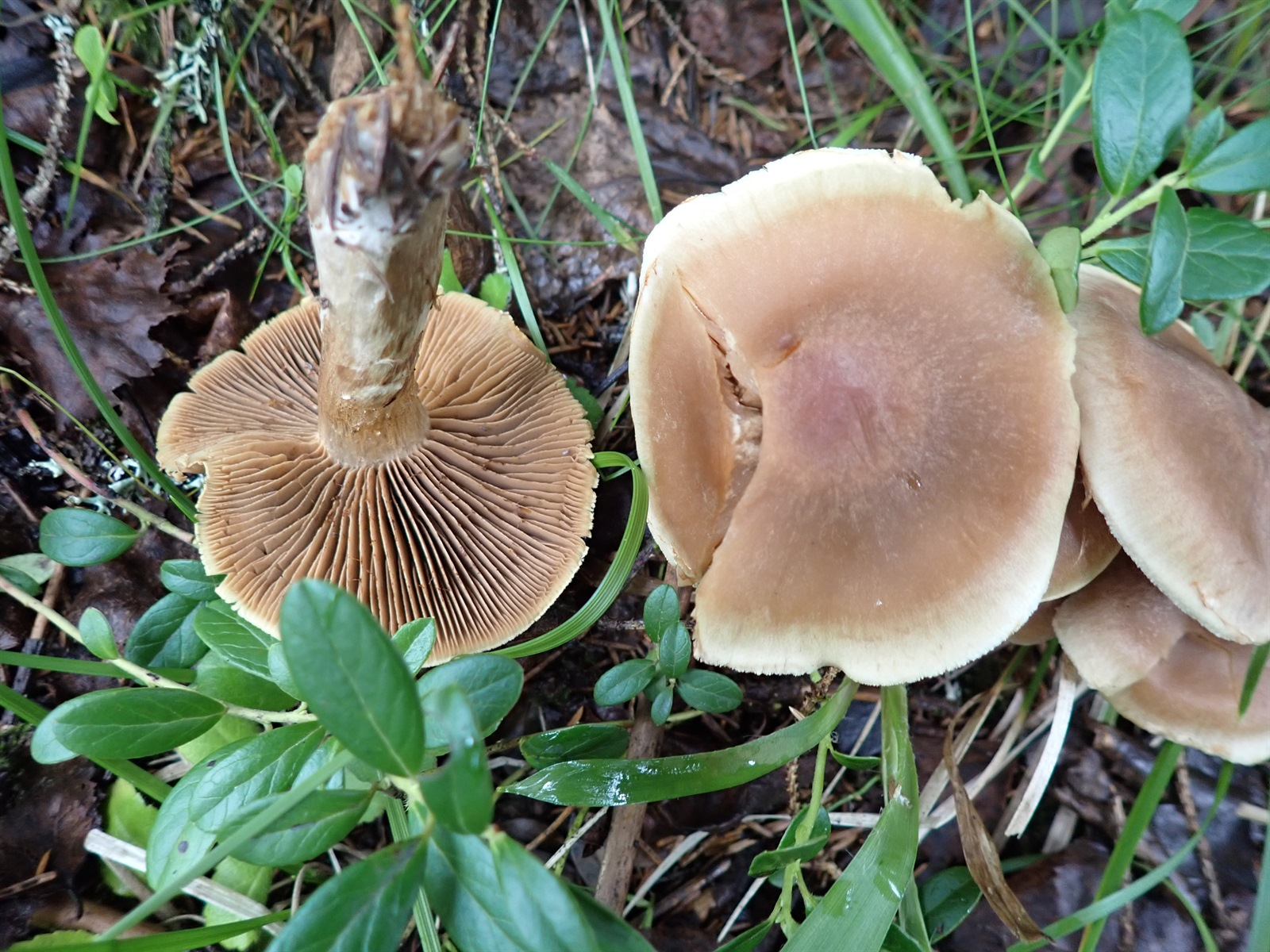
!Cortinarius triformis!
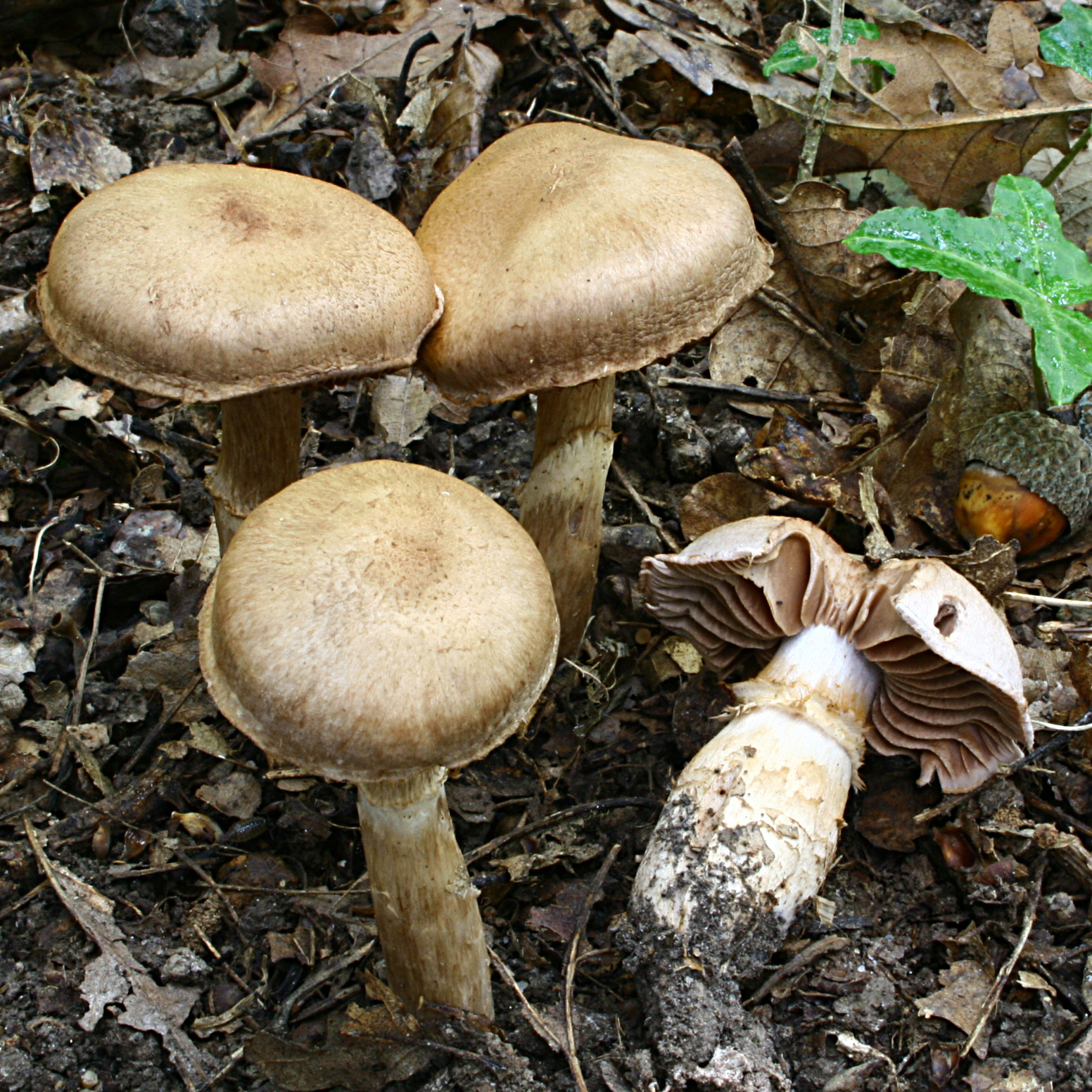
!Cortinarius torvus!

## Valorificare
Deși inofensivă pentru consum, specia este văzută de majoritatea micologilor drept necomestibilă.